# Coruche (gemeente)
Coruche is een plaats en gemeente in het Portugese district Santarém.
De gemeente heeft een totale oppervlakte van 112 km² en telde 21.332 inwoners in 2001.

## Geschiedenis
Vanaf de Moorse invasie van het Iberische schiereiland in de 8e eeuw was de stad in handen van de Moren van Al-Andalus. De verovering door koning Alfons I van Portugal vond in 1166 plaats. In 1176 werd de stad aan de Orde van Aviz geschonken. De Moren wisten in 1180 het kasteel van Coruche kortstondig in te nemen.

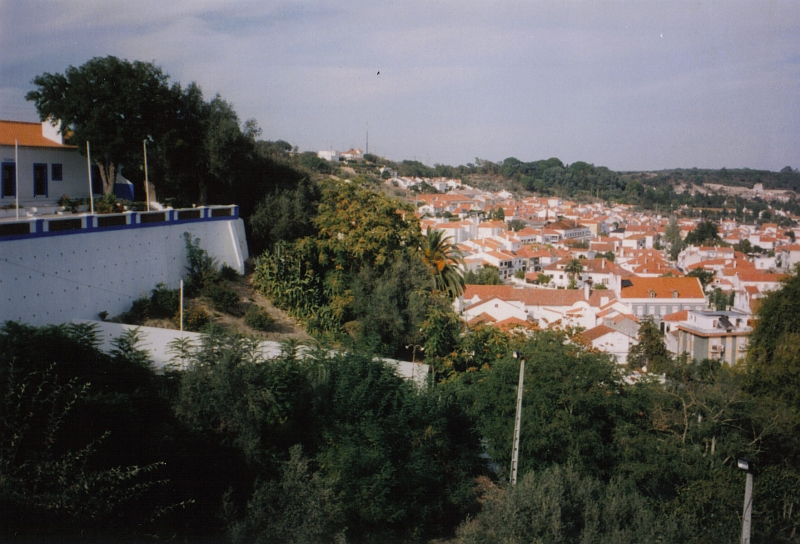
Coruche

## Plaatsen in de gemeente
De gemeente bestaat uit de volgende freguesia:
- Biscainho
- Branca
- Coruche
- Couço
- Erra
- Fajarda
- Santana do Mato
- São José de Lamarosa